# Schlachtbank

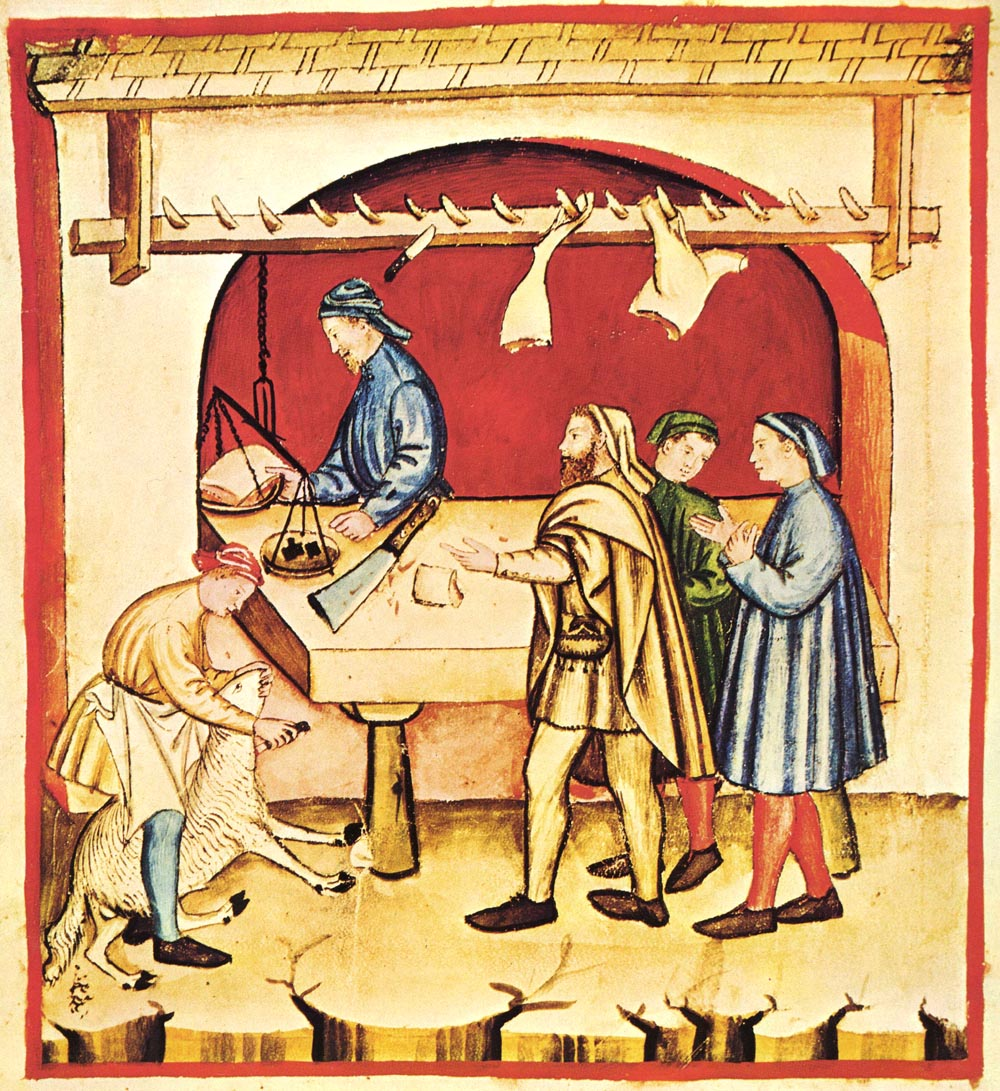
Schlachtbank 14. Jh. (Tacuina sanitatis)

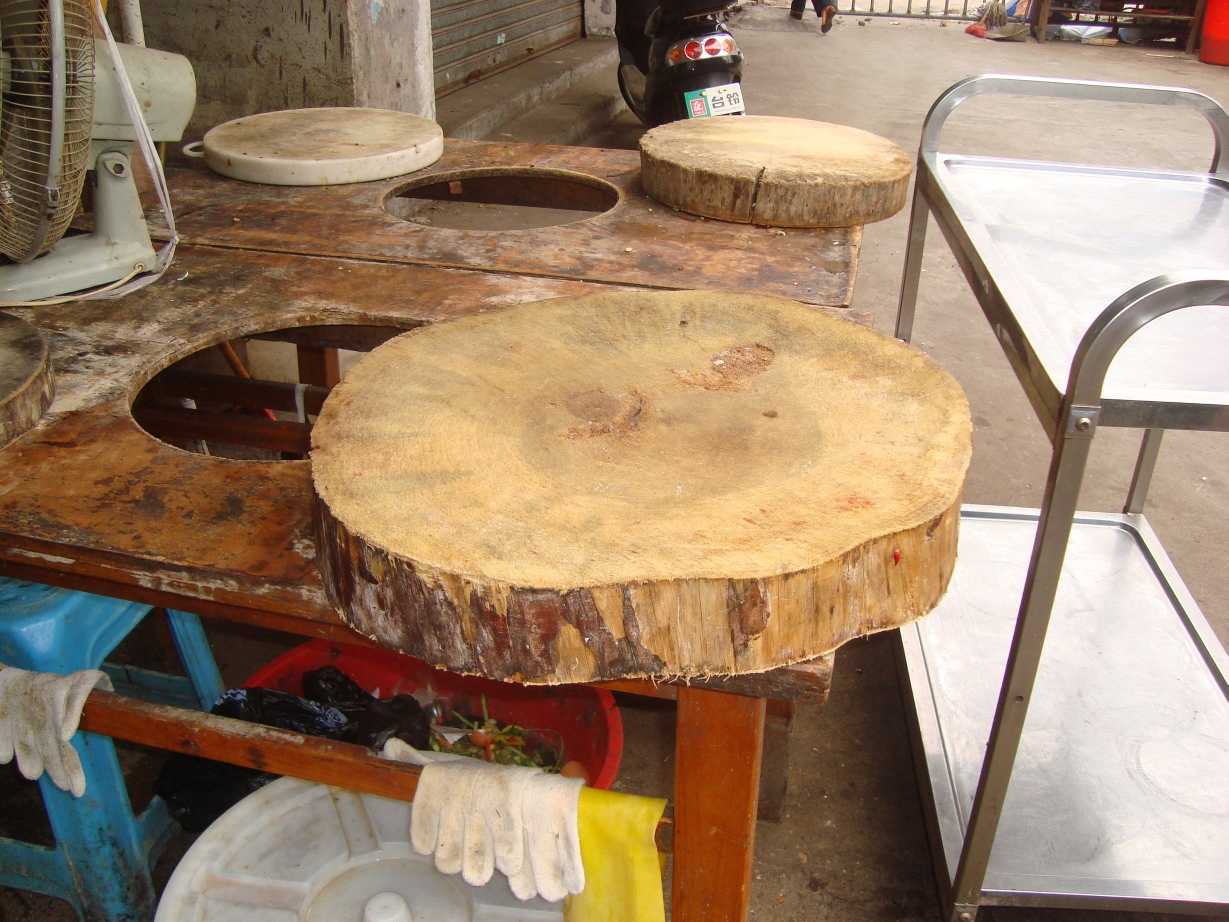
Schlachtbank auf einem Markt in Haikou

Eine Schlachtbank ist ein zur Schlachtung von Kleinvieh bzw. zur Zerteilung der Fleischstücke dienender Tisch. Die Schlachtung auf der Schlachtbank erfolgte und erfolgt unter freiem Himmel, auf Märkten bzw. Opferstätten.
Da traditionell Kleinvieh auf der Schlachtbank getötet wird und dies zu besonderen Festen (Ostern) auch öffentlich geschehen kann, wird die Schlachtbank auch volksmündlich als Opferbank bezeichnet.